# Banque Seillière-Demachy
La Banque Seillière-Demachy est un établissement bancaire français qui a fusionné en 1999 avec Neuflize Schlumberger Mallet.

## Histoire
La banque Seillière fut créée sous le Premier Empire, en 1807, par Florentin Seillière (1744-1825), propriétaire et président de l'administration des Salines de l'Est. L'un de ses fils partit à Paris pour implanter une succursale. L'autre fils, François-Alexandre Seillière (1782-1850), le rejoignit en 1805 et fonda avec lui en 1808 une banque installée rue Le Peletier (9e), puis, en 1817, rue de Provence (9e). La banque s’impliqua beaucoup dans l’industrie textile, finançant Aimé-Benoît Seillière (1776-1860), propriétaire d’une filature mécanique de laine à Reims. Avec toutes leurs usines, les Seillière purent répondre à l’augmentation de la demande de l’État, lors de l’expédition d'Espagne en 1823 et lors des campagnes d'Alger en 1830.
La banque assure le rôle, durant la conquête d'Alger en 1830, de munitionnaire général notamment en affrétant des bateaux à voiles, puis se consacra aux grandes opérations financières et industrielles. Selon Alain Ruscio dans son livre La Première guerre d'Algérie* (pp. 86 à 89), les contrats d'approvisionnement (pour un montant évalué à plus de 8 millions de francs, selon Camille Rousset [La Conquête d'Alger, E. Plon & Cie, 1879] cité par Alain Ruscio) n'ont donné lieu à aucun appel d'offres et relèvent d'une collusion d'intérêts privés et de commissions occultes entre le le comte de Bourmont (ministre de la Guerre, puis général en chef du corps expéditionnaire contre la régence d'Alger) et François-Alexandre Seillière.
En 1836, la banque Seillière rachète l'usine du Creusot. Elle y place à la tête  Adolphe Schneider, déjà associé à la banque, et son frère Eugène.
En 1858, Charles-Adolphe Demachy devient associé de la banque dirigée alors par Achille Seillière. En 1873, Demachy fonde avec Raymond et François Seillière, les fils d'Achille, la Société Demachy, R. et F. Seillière, au capital de 6,5 millions de francs. La banque administre entre autres les chemins de fer de l'Est.
Demachy en prend la direction en 1884 à la suite de malversations de Raymond. En 1888, elle devient la banque Seillière-Demachy.
La gérance est assurée en 1889 par les deux fils de Charles-Adolphe, Charles-Amédée et le photographe Robert Demachy. En 1911, les Seillière commencent à se retirer du capital.
Durant l'entre-deux-guerres, les Wendel en prennent le contrôle.
En 1985, elle est absorbée par la Gérance parisienne privée (contrôlée par la Banque Worms). Devenue Banque Demachy et associés, elle est rachetée par le groupe ABN AMRO en 1997, qui la fusionne à la banque Neuflize Schlumberger Mallet en 1999.

## Sources
- Raymond Dartevelle, La Banque Seillière-Demachy : Une dynastie familiale au carrefour du négoce, de la finance et des arts (1798-1998), Perrin, 1999  (ISBN 978-2-262-01520-6).
- Jean-François Belhoste, Henri Rouquette, La Maison Seillière et Demachy, banque de l'industrie et du commerce depuis le XVIIIe siècle, 1977.
- Alain Ruscio, La première guerre d'Algérie : Une histoire de conquête et de résistance, 1830-1852, La Découverte, 2024 978-2-348-08166-8.